# Atlantic Rugby Premiership 2015-2016
Navigation
A.R.P. 2014-2015 A.R.P. 2016
L'American Rugby Premiership 2015-2016 ou A.R.P. 2015-2016 est la 2e édition de la compétition qui se déroule du 12 septembre 2015 au 30 avril 2016. Elle oppose les cinq meilleures équipes de la côte Est et du Sud des États-Unis.

## Format
Le tournoi se dispute en matchs aller-retour. Le 2e affronte le vainqueur de la Conference Mid-Atlantic pour le compte de la Men's D1 Championship.

## Liste des équipes en compétition
La compétition oppose pour la saison 2015-2016 les six équipes suivantes :
| Club                    | Fondé | Stade                  | Ville    |
| ----------------------- | ----- | ---------------------- | -------- |
| Boston R.C.             | 1960  | Franklin Park          | Boston   |
| Boston Irish Wolfhounds | 1989  | Irish Cultural Centre  | Canton   |
| N.Y.A.C.                | 1973  | Travers Island         | New York |
| Old Blue RFC            | 1963  | Baker Athletic Complex | New York |
| Life                    | 1986  | LU Sports Complex      | Marietta |

## Phase régulière

### Classement
| Rang | Club                    | J | V | N | D | Bo | Bd | Pm  | Pe  | Diff | Pts |
| ---- | ----------------------- | - | - | - | - | -- | -- | --- | --- | ---- | --- |
| 1    | Life Running Eagles     | 8 | 7 | 0 | 1 | 6  | 0  | 395 | 122 | +273 | 34  |
| 2    | Old Blue RFC            | 8 | 7 | 0 | 1 | 6  | 0  | 338 | 157 | +181 | 34  |
| 3    | New York Athletic Club  | 8 | 4 | 0 | 4 | 5  | 2  | 274 | 164 | +110 | 23  |
| 5    | Boston Irish Wolfhounds | 7 | 1 | 0 | 6 | 2  | 0  | 136 | 317 | -181 | 6   |
| 6    | Boston R.C.             | 7 | 0 | 0 | 7 | 0  | 0  | 56  | 439 | -383 | 0   |

|  | Vainqueur (no 1).                                        |
|  | Qualifié pour le Men's D1 Club Championship 2016 (no 2). |

Attribution des points : victoire sur tapis vert : 5, victoire : 4, match nul : 2, défaite : 0, forfait : -2 ; plus les bonus (offensif : 4 essais marqués ; défensif : défaite par 7 points d'écart maximum).

#### Résultats
L'équipe qui reçoit est indiquée dans la colonne de gauche.
| Clubs                   | WOLF  | LIF   | NYA   | ONY   | BOS   |
| ----------------------- | ----- | ----- | ----- | ----- | ----- |
| Boston Irish Wolfhounds |       | 22-57 | 27-52 | 10-44 | 32-22 |
| Life                    | 41-19 |       | 28-13 | 46-7  | 88-0  |
| New York Athletic Club  | 53-5  | 19-28 |       | 28-35 | 43-3  |
| Old Blue RFC            | 48-21 | 37-19 | 24-21 |       | 83-3  |
| Boston                  | 29-12 | 3-90  | 14-45 | 11-58 |       |

|  | Victoire à domicile |  | Match nul |  | Défaite à domicile |

## Vainqueur
Le club de Life University remporte la compétition à la différence de points inscrit par rapport au Old Blue RFC, après avoir terminé à égalité de points au classement.

### Effectif deLifepour le Championnat
Entraîneurs :
Joueurs : 
- James Abbott
- Sebastien Banos
- Demecus Beach
- Gerson Blaise
- Francis Bradford
- Nicholas Butterworth
- Colton Cariaga
- Lance Cavanaugh
- Joseph Cowley
- Sam Cowley
- Harley Davidson
- Shaun Davies
- Cornelius Dirksen
- Cathal Doyle
- Devin Faletto
- Dylan Fawsitt
- James Ferrante
- Estevan Florez
- Nicholas Fraser
- David Gannon
- Johannes Gericke
- Bijan Gholami
- Jordan Heine
- Mike Islava
- Alifereti Kikau
- Maciu Koroi
- Alex Maughan
- Jacob McFadden
- Blane McIlroy
- Cody Melphy
- Conner Mooneyham
- Jason Riekena
- Davon Shuler
- Kyle Stroman
- Takura Tela
- Phillip Thiel
- Thomas Van Petten
- Duncan Van Schalkwyk
- Zander Van Schalkwyk
- Marcus Walsh
- Harley Wheeler
- Schuyler Whelan